# Sträckmetall

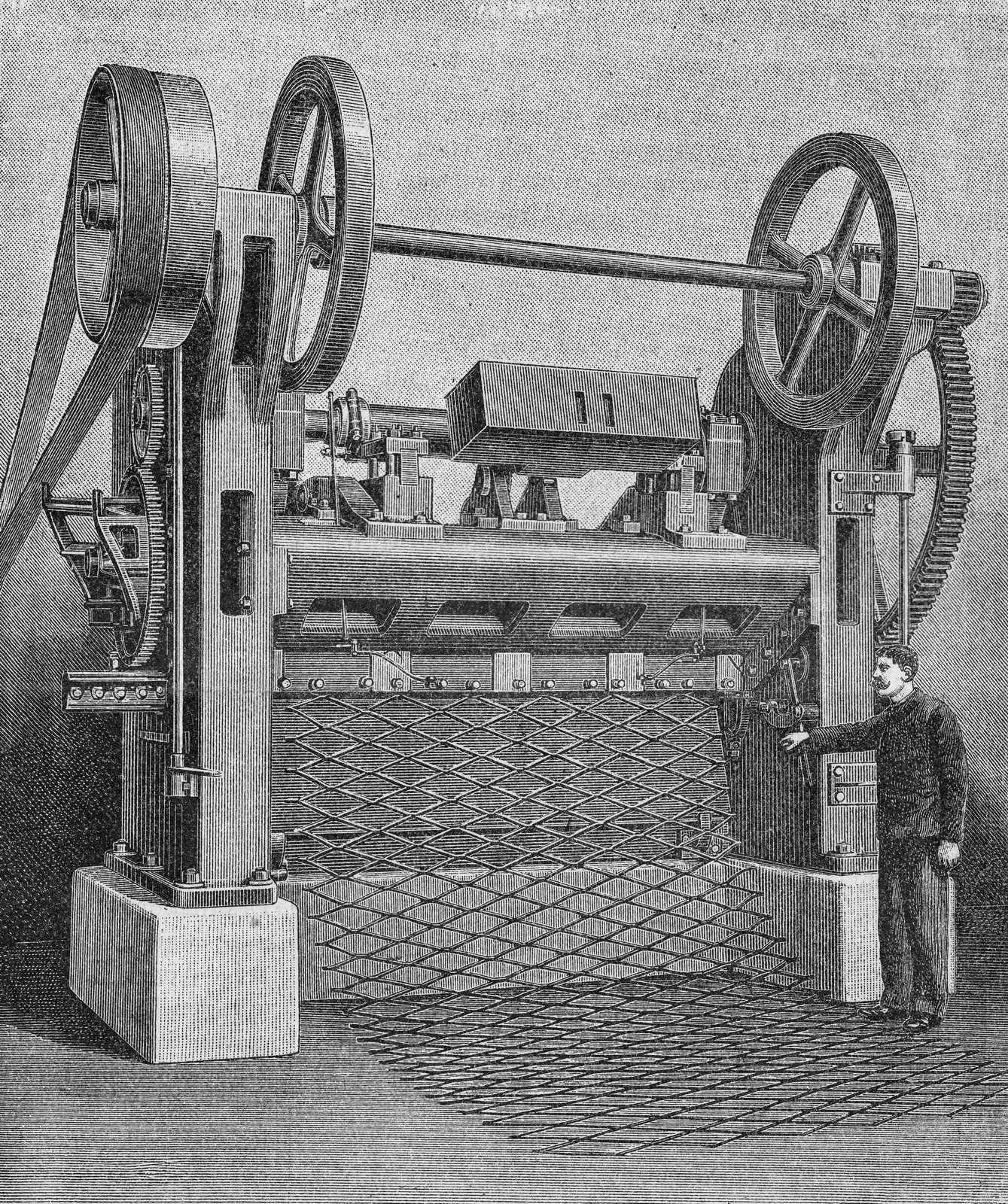
En maskin för tillverkning av sträckmetall, 1900.

Sträckmetall består av stansad och utsträckt metall eller plast. Beroende på dimension och material kan sträckmetall används inom allt från byggindustrin till hjärtkirurgin.
Tillverkningen av sträckmetall sker genom stansning av slitsar och samtidig sträckning i specialmaskiner. Metoden utvecklades redan vid sekelskiftet 1900. Utgångsmaterialet kommer antingen från rulle eller formatplåt. Maskinerna skär och sträcker materialet så att det bildas rombformade mellanrum.  Det förekommer inga skarvar eller svetsade knutar och inga vävda metalltrådar. De vridna  kanterna som uppstår efter stansningen och sträckningen ger materialet större böjhållfasthet än en obearbetad plåt med samma tjocklek.
Av 1 m² plåt kan man få ut upp till 20 m² sträckmetall beroende på hur stor "masköppning" och stegbredd man vill ha. Normalt är ytexpansionen två till tre gånger ursprungsstorlek. Man kan idag tillverka masköppningar mellan 1 och 400 millimeter (längdmått). Jämfört med till exempel perforerad plåt där material stansas helt ut och skrotbortfallet kan vara 70-80 %, är sträckmetall mycket materialbesparande, eftersom inget material går förlorat. Sträckmetallen kan även planvalsas och får då samma tjocklek som ursprungsplåten, men har då mindre bärkraft än den icke planvalsade varianten.
Sträckmetall tillverkas huvudsakligen av obehandlat stål och aluminium och får användning i exempelvis byggbranschen, som staket, skrapgaller, grillgaller, filterhållare och liknande. Men utgångsmaterialet kan även vara koppar, rostfritt stål, nickel, titan samt polyeten. Inom hjärtmedicin kommer en speciellt utformad sträckmetall till användning vid ballongvidgning med så kallade stentar. 

## Tillämpningsexempel

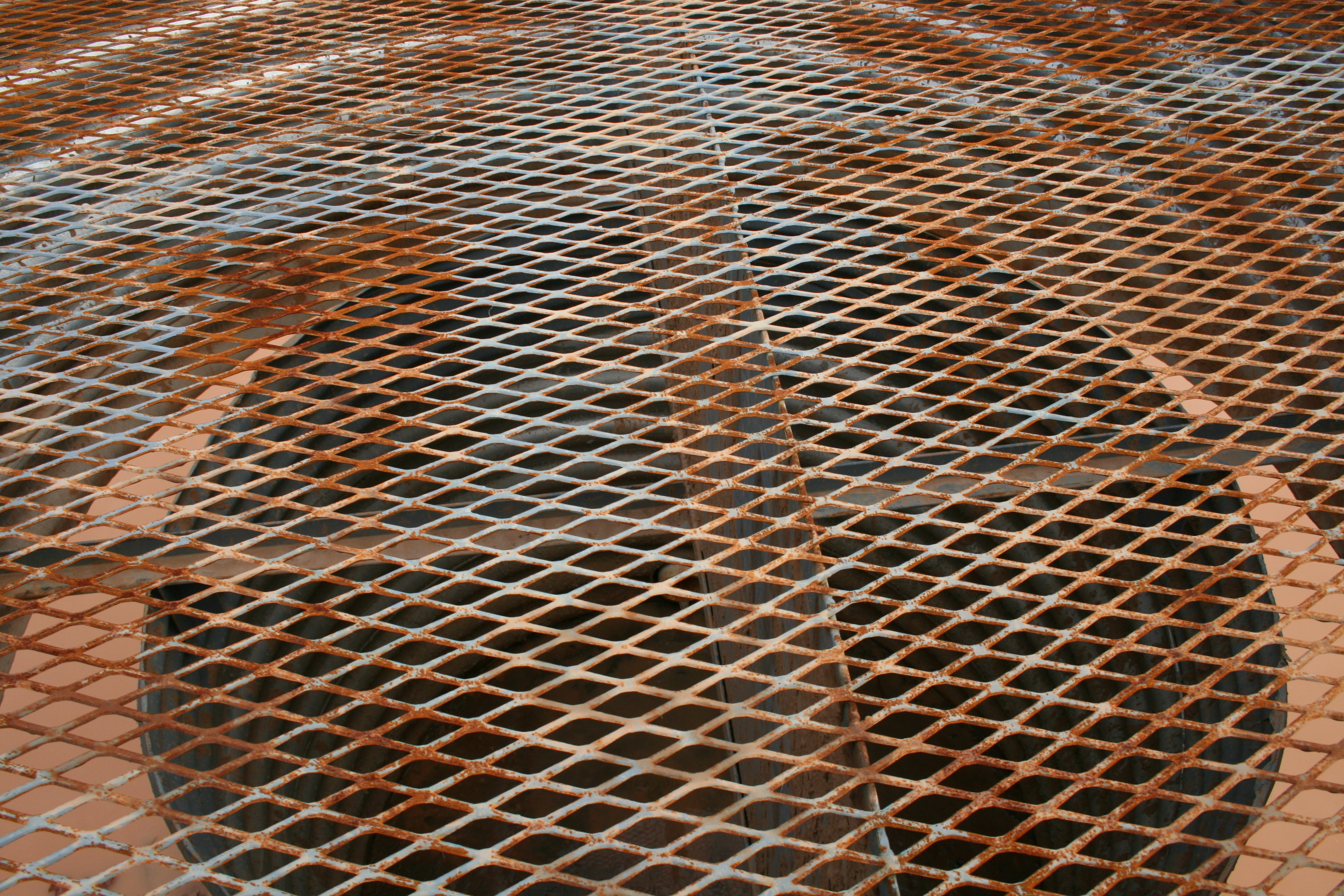
Sträckmetall som skyddsgaller
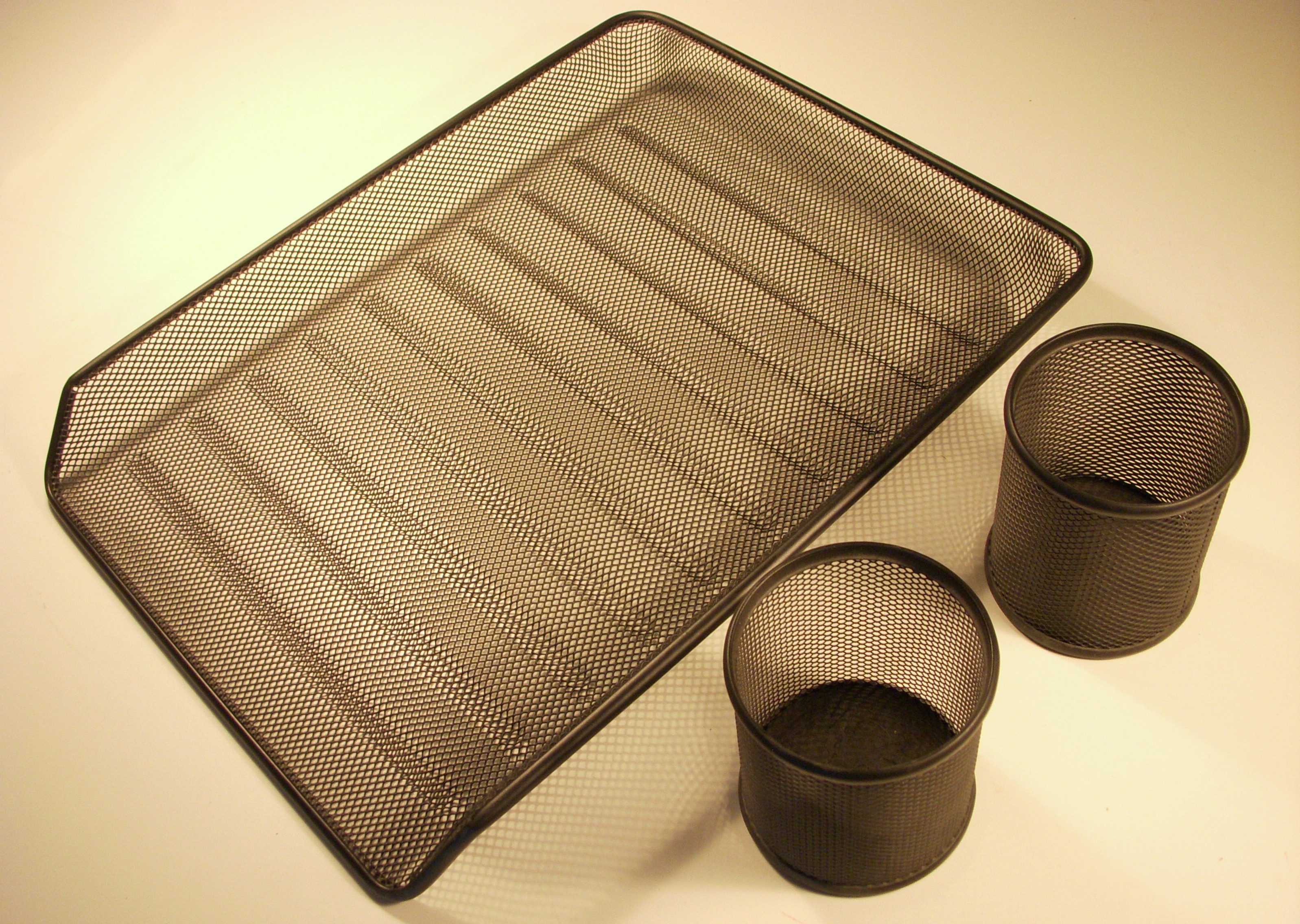
Kontorsmaterial av sträckmetall
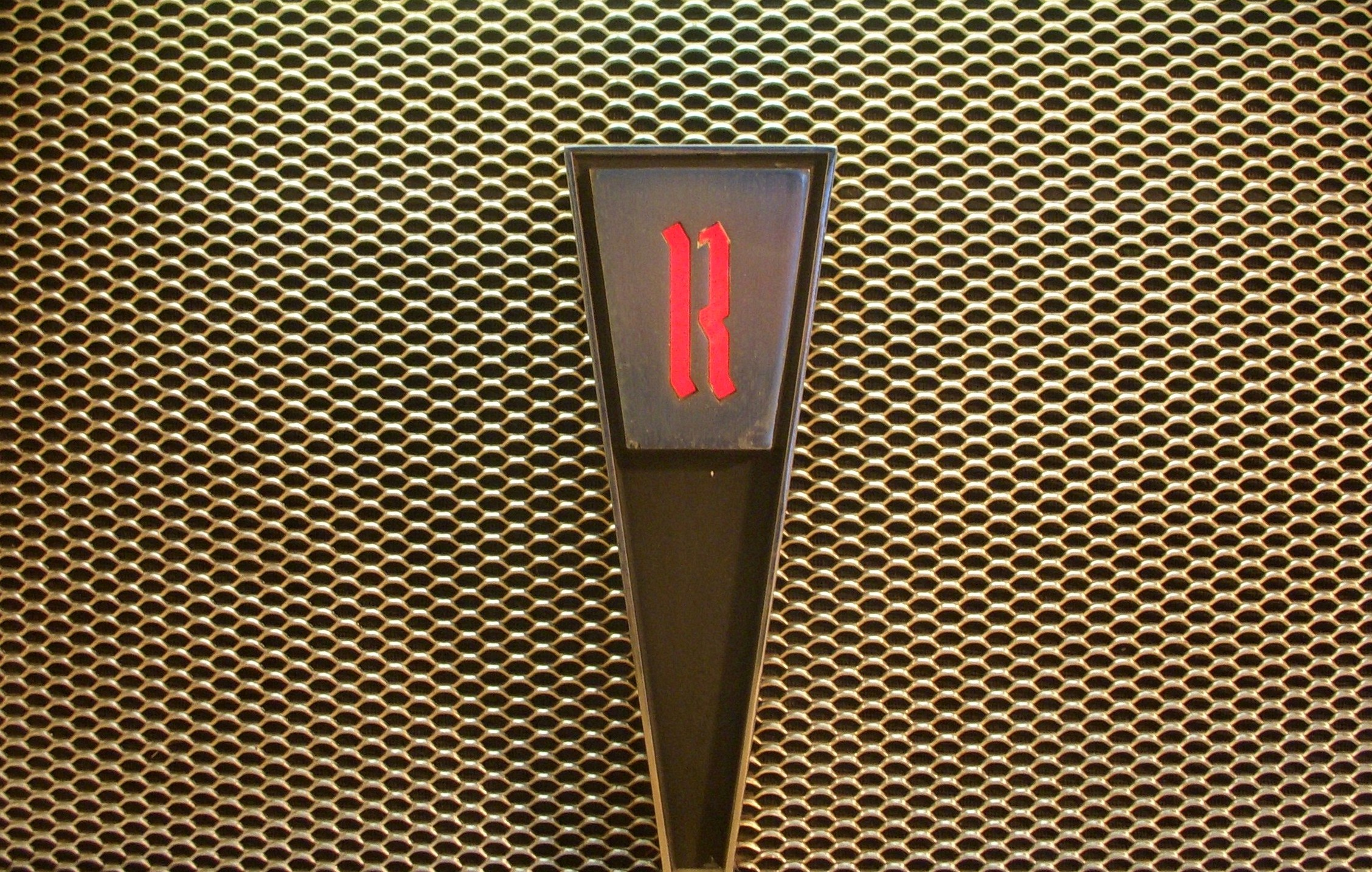
Sträckmetall som högtalargrill
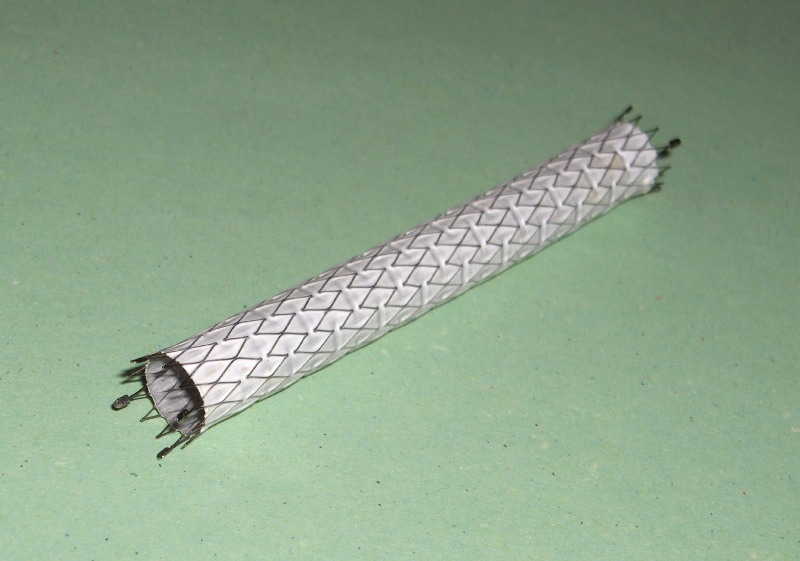
S.k. stent av sträckmetall